# Ràdio comunitària
Una ràdio comunitària és una estació de transmissió de ràdio que ha estat creada amb intencions d'afavorir una comunitat o nucli poblacional, els interessos són el desenvolupament de la seva comunitat. Aquestes estacions no tenen ànim de lucre (el que les diferencia de les ràdios pirates), encara que algunes es valen de suports comercials pel seu manteniment. Algunes estacions de ràdio comunitàries, a més de fer transmissió radial via antena, també ho fan via internet.

## Qüestions legals
Donades les seves característiques les ràdios comunitàries de vegades no tenen suport governamental i en alguns països la legislació no està ben definida respecte a elles.
A Espanya, les ràdios lliures i comunitàries van sorgir a principis dels 80 aprofitant un buit legal i, llevat d'excepcions com Ràdio Klara (València) o Ràdio Escarvia (Sogorb), cap té llicència d'emissió. El dial és finit, i si una ràdio emet en una freqüència, provoca interferències amb les adjacents, de manera que coneguts periodistes com Javier González Ferrari o Luis del Olmo han demanat el tancament de totes les ràdios sense llicència (si bé és cert és que cadenes comercials com Onda Cero, Punto Radio, esRadio, la SER o la COPE també tenen emissores en situació irregular). A més, diversos mitjans comunitaris ja s'han presentat a concursos de llicències en nombroses ocasions sense èxit. En 2009, la Unió de Ràdios Lliures i Comunitàries de Madrid va guanyar un recurs al Tribunal Suprem contra l'adjudicació de llicències de ràdio per la Comunitat de Madrid a 2003.
Després de l'amenaça de plantada de l'oposició per considerar que el Govern es prenia massa presses per a tramitar aquesta llei, el 7 de gener de 2010 va passar pel Congrés dels Diputats l'Avantprojecte de Llei General de la Comunicació Audiovisual, la primera a reconèixer a l'anomenat  Tercer Sector de la Comunicació . Els punts que afavoreixen a les ràdios comunitàries són els següents:
- Article 4: Totes les persones tenen el dret que la comunicació audiovisual es presti a través d'una pluralitat de mitjans tant públics, comercials com comunitaris, a l'existència d'una diversitat de fonts i de continguts i l'existència de diferents àmbits de cobertura. Aquesta prestació plural ha d'assegurar una comunicació audiovisual la programació inclogui diferents gèneres i atengui als diversos interessos de la societat, especialment quan es realitzi a través de prestadors de titularitat pública i de serveis de comunicació sense ànim de lucre .
- Article 32.2: L'Administració General de l'Estat ha de garantir en tot cas la disponibilitat del domini públic radioelèctric necessari per a la prestació d'aquests serveis (Serveis de comunicació audiovisual comunitaris sense ànim de lucre).
- Article 32.3: La prestació d'aquest tipus de serveis requereix llicència prèvia. En aquest títol s'establiran les condicions que assegurin la seva naturalesa sense finalitat comercial, podent establir l'ús compartit d'un mateix canal així com les condicions d'aquest ús. L'adjudicació de la llicència comporta la concessió d'ús privatiu del domini públic radioelèctric disponible per a la prestació del servei.

No obstant això, també hi ha alguns punts que perjudiquen a aquest tipus de mitjans:
- Article 32.1: (...) En tot cas, aquests continguts s'emetran en obert i sense cap mena de comunicació audiovisual comercial .
- Article 32.4: Les entitats prestadores d'aquests serveis hauran de justificar la procedència dels seus fons, així com el desglossament de despeses i ingressos, si n'hi ha. L'autoritat audiovisual establirà un sistema d'avaluació de gestió financera i un registre específic per al dipòsit de la seva memòria econòmica. Les seves despeses d'explotació anuals no podran ser superiors a 100.000 euros en el cas de la televisió, i de 50.000 euros en el cas de la ràdio. En paraules de Miriam Meda, coordinadora general de la ReMC, no té sentit que es limiti el pressupost a una activitat privada,[17] sobretot quan la Llei Orgànica del Dret d'Associació, per la qual es regeix fins ara el sector, no inclou aquest límit.
- Article 32.5: Les entitats titulars dels serveis de comunicació audiovisual sense ànim de lucre hauran acreditar el pagament de tots els drets, cànons o taxes es deriven de la seva activitat .
- No posa impediments a la compravenda de llicències. D'aquesta manera, si una organització social obté una llicència de ràdio comunitària, no hi ha impediments per vendre-la a una empresa.
- No s'ha consultat[18] als mitjans comunitaris en la redacció d'aquest avantprojecte de llei, ni tan sols en les qüestions que els afecten més directament.
- No es van tenir en compte les resolucions, dictàmens i informes d'institucions com el Parlament Europeu,[19][20] el Consell d'Europa,[21] els relators de la llibertat d'expressió de l'ONU[22] i altres organismes,[23] Maputo[24] o AMARC,[25] o l'opinió de professors universitaris com Manuel Chaparro Escudero,[26] o el Catedràtic Ramón Zallo.[27][28]

Per tot això, la Xarxa de Mitjans Comunitaris ha posat en marxa una campanya per la defensa del  Dret a comunicar , que consideren en risc a Espanya. Aquest dret està reconegut en l'article 19 de la Declaració Universal dels Drets Humans, i en l'article 20 de la Constitució Espanyola, a la secció primera del capítol segon ( dels drets fonamentals i de les llibertats públiques ). En paraules de Tomàs Legido, de Cuac FM,  no volem ocupar tot l'espai, només volem cabre .

## Organitzacions
Les ràdios comunitàries, com a tals, tenen un antecedent important a nivell internacional en la creació de l'Associació Mundial de Ràdios Comunitàries (AMARC) a 1983. També hi ha altres organitzacions a nivell estatal, com la Xarxa de Mitjans Comunitaris (Espanya)

## Finançament i despeses
Tot i no tenir ànim de lucre, aquestes ONG necessiten finançar les seves activitats, i els seus principals fonts d'ingressos són:
- Quotes de socis.
- Donacions.
- Subvencions (no totes les ràdios estan d'acord).
- Patrocini (no totes les ràdios estan d'acord).

Pel que fa a despeses:
- Cost d'activitats a realitzar (concerts, mobilitzacions, tallers, cursos ...)
- Material: taula de mescles, amplificador, cablejat, micròfons, ordinadors, llapis, bolígrafs, folis, etc.
- Sou dels treballadors contractats: no totes les emissores comunitàries tenen treballadors contractats.